# Cobitis meridionalis
Cobitis meridionalis es una especie de peces de la familia Cobitidae en el orden de los Cypriniformes.

## Reproducción
Es ovíparo.

## Morfología
- Los machos pueden llegar alcanzar los 7 cm de longitud total y las hembras 11.[2][3]

## Hábitat
Vive en zonas de clima subtropical.

## Alimentación
Come invertebrados.

## Distribución geográfica
Se encuentra en Grecia, Albania y Macedonia del Norte.